# Repujado al torno

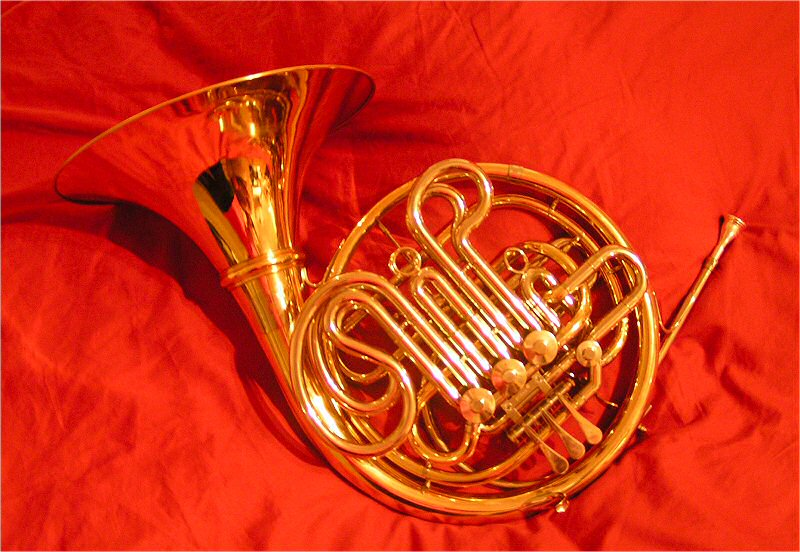
Una trompa, el pabellón de este instrumento suele fabricarse para repujado a partir de una chapa plana y circular.

El repujado es un sistema de conformación de las chapas metálicas en un torno, deformándose manualmente mediante herramientas adecuadas contra un modelo o matriz. Las formas que se pueden obtener a partir de una chapa plana son muy variadas aunque manteniendo una simetría axial. 